# 케이프땅다람쥐
케이프땅다람쥐(Xerus inauris)는 다람쥐과에 속하는 설치류의 일종이다. 남아프리카공화국부터 보츠와나를 거쳐 나미비아까지 남아프리카의 건조 지역 대부분에서 발견된다. "케이프땅다람쥐"라는 이름은 실제로 서식지 범위가 휠씬 더 넓기 때문에 약간 오해의 소지가 있다. 일반명은 세실 로즈가 유럽에서 수입했고, 케이프 타운 주변에서 발견되는 나무다람쥐(동부회색청서)와 구별할 목적에서 유래한 것으로 추정된다.